# 129801 Tommcmahon
129801 Tommcmahon este o planetă minoră (asteroid) din centura de asteroizi. A fost descoperită pe 17 mai 1999 la Catalina Station⁠(d) de Catalina Sky Survey. 
Obiectul prezintă o orbită caracterizată de o semiaxă mare de 2,3412553673936 UAi, o excentricitate de 0,2, o înclinație de 3,2 ° în raport cu ecliptica.